# 日本報紙
日本報紙的起源可追溯至江戶時代的新聞出版物「瓦版」，現今報紙的樣貌則自幕末與明治時代間定型。日本是世界上的報紙大國，今日世界僅有的兩份日發行量千萬級報紙《讀賣新聞》和《朝日新聞》都來自日本。
日本的報紙可分為面向大眾的綜合報（日語稱為「一般紙」）、與專重體育、財經或產業等特定分野的專業報（日語稱為「專門紙」）。發行報紙的企業被稱做新聞社。新聞社除了發行報紙之外，也有經營雜誌及書籍的出版事業及主辦。

## 外部連結
- 日本新聞協会首頁 （页面存档备份，存于）
- 報紙漫畫研究所
- 新聞の宅配問題を考えるホームページ （页面存档备份，存于）
- 日本新聞 Japan Newspapers